# Спомен костурница погинулим ратницима 1912—1918. године на гробљу у Чачку
Спомен костурница погинулим ратницима 1912—1918 на гробљу у Чачку или Споменик ратницима четири вере на Градском гробљу у Чачку је спомен костурница подигнута 23. септембра 1934. године ратницима који су изгубили живот за време Балканских и Првог светског рата на подручју Чачка. На споменику су уклесани симболи четири верске заједнице: православне, католичке, исламске и јеврејске. Представља јединствен пример поштовања према ратницима свих нација и религија, и у рату и у миру.

## Историја
Изгинули и помрли учесници Првог светског рата у Чачку били су у први мах сахрањивани на два места. Срби, на свом војничком гробљу, у саставу градског, а припадници Централних сила на Швапском гробљу, у близини болнице. На овом другом је био и мермерни споменик са натписом „Умро је сваки за своју отаџбину“.
Између два светска рата чачанске госпође, предвођене учитељицом Милицом Обрадовић, основале су 22. октобра 1928. године женску секцију „ Удружења резервних официра и ратника“ - ФИДАК (фр. Fédération Interallié des Anciens Combattants). Оне су се тада, још увек под утиском драматичних догађаја из Првог светског рата, обавезале да ће се борити за мир у свету, збрињавати ратнике и чланове њихових породица, уређивати војничка гробља, прослављати датуме везане за Први светски рат. Секција је посебну пажњу посветила проналажењу гробова војника обеју зараћених страна изгинулих у ширем региону чачанског краја у ратовима од 1912—1918, и преносу њихових посмртних остатака у заједничку спомен костурницу.
На њихову иницијативу и уз помоћ Министарства правде подигнута је заједничка спомен костурница на чачанском гробљу, где су положени посмртни остаци 914 војника. из 15 данашњих држава Од тога су 652 били српски ратници, из чачанског краја (109), рудничког (96) и свих других округа у Србији.
У костурници су сахрањена и 262 војника Централних сила: 65 из Чешке, 61 из Угарске, 33 из Аустрије, 14 из Словеније, 20 из Хрватске, 19 из Босне и Херцеговине, 9 из Војводине, 26 из Немачке, Бугарске, Италије, Моравске, Галиције и Буковине, док за њих још 15 нема података о пореклу.
Обележје војницима свих вера коштало је 50.000 тадашњих динара. Изнад костурнице, по замисли чачанског инжењера Исидора Јањића, каменорезац Франческо Бербеља, такође из овог места, саградио је пирамиду од плавог камена допремљеног из свог мајдана у Јеминској стени. На свакој страни, од јабланичког гранита, постављена су четири различита амблема: православни крст, католички крст, исламски полумесец и јеврејска шестокрака звезда. Сахрањивање је завршено 5. августа 1934. године, симболичним преносом посмртних остатака тројице војника. Уз Бетовенов „Посмртни марш“ поворка је из града кренула ка спомен костурници. Споменик је открио краљев изасланик Оскар Часка, 23. септембра 1934, уз присуство представника посланстава Француске, Енглеске, Белгије, Италије, Немачке, Бугарске, Румуније и Турске, као и свештеника све четири вере.
Седам година касније, у Другом светском рату, по налогу Немаца уклоњени су симболи исламске и јеврејске заједнице. Немци су, заузевши Чачак, у писаној форми наредили каменоресцу да са споменика уклони исламски полумесец и Давидову звезду, па су уместо тих симбола остале само видљиве контуре. Наредних 66 година споменик није обнављан.
Обновљен је и поново откривен 23. септембра 2007. године, уз присуство представника локалне власти, министарстава, представника амбасаде Словачке, војних удружења, уметника и представника медија. Београдска сликарка Ирена Келечевић, у саставу свог рада „Сенке прошлости“, с којим је учествовала на 24. Меморијалу Надежде Петровић, обновила је оба знака, вративши споменику првобитни лик.
Исте године 2007, решењем бр. 126/2007 Спомен костурница погинулим ратницима 1912—1918 на гробљу у Чачку проглашена је спомеником културе.